# Кошлер, Зденек
Зденек Кошлер (чеш. Zdeněk Košler; 25 марта 1928 — 2 июля 1995) — чешский дирижёр. Народный артист Чехословакии (1984).
Кошлер родился в музыкальной семьи. Его отец был членом Пражского национального театрального оркестра, а его младший брат Мирослав был хормейстером. После окончания учебы в гимназии он поступил в Академию исполнительских искусств в Праге. Ещё студентом начал работать репетитором в Пражском национальном театре. С 1949 г. дирижёр Оломоуцкой оперы. В 1956 г. выиграл Безансонский международный конкурс молодых дирижёров, а в 1963 г. — Конкурс дирижёров имени Митропулоса в Нью-Йорке, после чего на протяжении года был помощником Леонарда Бернстайна в Нью-Йоркском филармоническом оркестре. Затем работал в Остравской опере, одновременно выступая в Австрии: в сезоне 1966—1967, в частности, исполнил в Вене все симфонии Антонина Дворжака. С 1971 г. второй дирижёр Чешского филармонического оркестра, одновременно руководитель оркестра в Братиславской опере, выступал также как приглашённый дирижёр в Берлине. В 1980—1984 гг. главный дирижёр Национального театра в Праге. Он вышел на пенсию в 1992 году.
Зденек Кошлер был хорошо известен за пределами Чехословакии, он гастролировал в Австрии, США и Канаде. Чаще всего он гастролировал в Японии, где выступал с различными оркестрами тридцать раз. 